# Scott Zona
Pour les articles homonymes, voir Zona (homonymie).
Scott Zona (né en 1959) est un botaniste américain. De 1993 à 2008, il a été le biologiste des palmiers au Fairchild Tropical Botanic Garden . De 2008 à 2017, il a été conservateur du Florida International University Wertheim Conservatory. Il est connu pour son étude des palmiers , et il est co-éditeur de Palms, le journal de l'International Palm Society (IPS).
Il a fait des recherches botaniques dans le Pacifique occidental, les Caraïbes, l'Amérique centrale, l'Amérique du Sud, Madagascar, la Malaisie et les États-Unis continentaux  et a publié plus de 150 articles scientifiques et populaires. Il a reçu le prix Jesse M. Greenman en 1991 pour sa monographie de Sabal.